# Aleksander Perłowski
Aleksander Perłowski (ur. 1888 w Żytomierzu, zm. 28 marca 1913 w Warszawie) – podporucznik pilot, określony mianem pierwszej polskiej ofiary w lotnictwie.

## Życiorys
Urodził się w 1888 w Żytomierzu. Miał braci i siostry. W rodzinnym mieście ukończył naukę w gimnazjum. Wyjechał do Petersburga i podjął studia na uniwersytecie. W ich trakcie zainteresował się lotnictwem, w związku z czym porzucił uczelnię i w 1908 wstąpił do szkoły lotniczej, gdzie ukończył naukę z odznaczeniem. Wstąpił do Armii Imperium Rosyjskiego. Służył w 4 syberyjskim batalionie saperów na Syberii. Stamtąd wraz z pułkiem został przeniesiony do Brześcia Litewskiego. Dostał się do Oficerskiej Szkoły Aeronautycznej. Zajął wakans w prywatnej szkole aeroklubu, praktycznie samodzielnie ucząc się pilotażu. Został tam mianowany pilotem. Finalnie trafił do oddziału lotniczego, gdzie zdał egzamin wojskowy i został lotnikiem wojskowym. Służył w Batalionie Aeronautycznym. Uzyskał stopień podporucznika pilota (lotnika). Został skierowany do Warszawy. Był wojskowym w tamtejszym Awiacyjnym Oddziale Oficerskiej Aeronautycznej Szkoły. Uchodził za jednego z najpilniejszych i najzdolniejszych pilotów polskich na obszarze Królestwa. Zamieszkiwał przy ulicy Polnej 30 lub 50.
W dniu 28 marca 1913 przed południem wzbił się w powietrze jednopłatowcem Nieuporta. Lot odbywał się podczas ćwiczeń pod Warszawą w ramach tzw. wzlotów aeroplanami wojskowymi. Po udanym wzlocie miał przestać działać silnik maszyny, po czym  samolot spadł na ziemię. W myśl wersji przekazanej przez prasę awarii uległ silnik w jego maszynie. Około godz. 11 maszyna uderzyła w zabudowania Politechniki w pobliżu koszar pułku petersburskiego na Polu Mokotowskim. Wyrzucony z maszyny Perłowski tuż po zdarzeniu zmarł na miejscu. Jego wypadek został określony pierwszą katastrofą lotniczą na ziemiach polskich, a on sam nazwany pierwszą polską ofiarą w lotnictwie.

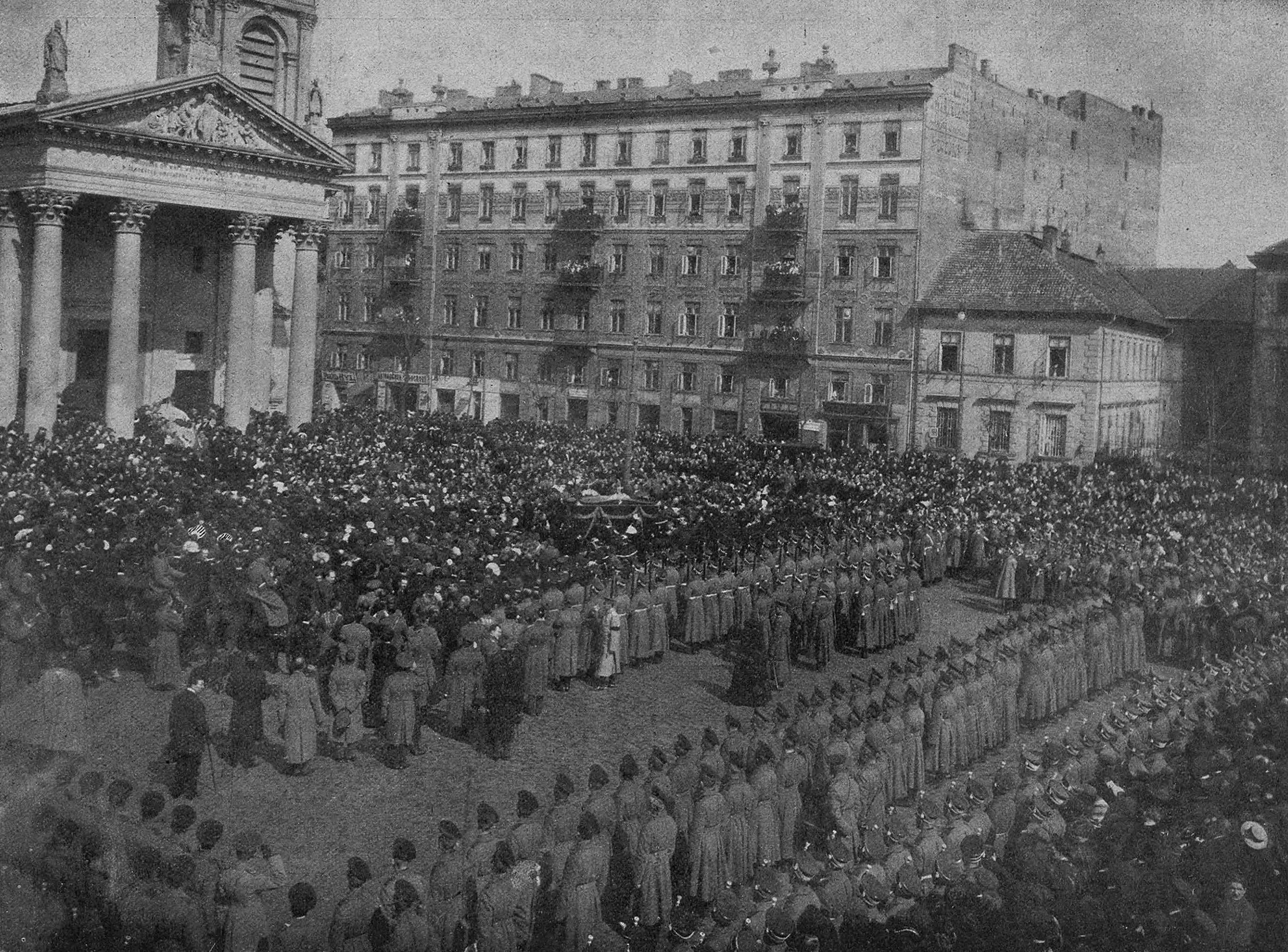
Uroczystości żałobne przed kościołem św. Aleksandra w Warszawie 1 kwietnia 1913

W uroczystościach żałobnych 1 kwietnia 1913 w Warszawie wzięły udział tłumy uczestników, w tym delegacje wszystkich warszawskich pułków. Nabożeństwo odprawiono w kościele św. Aleksandra. Podczas konduktu za trumną z ciałem wiezioną na lawecie i zaprzężoną w sześć koni był transportowany samolot ze złożonymi skrzydłami. W powietrzu krążyły w tym czasie dwa samoloty. Następnie zwłoki zmarłego przewieziono z Dworca Terespolskiego do Żytomierza, gdzie mieszkali nadal jego rodzice. Tam 4 kwietnia 1913 odbył się pogrzeb przy udziale kompanii i orkiestry 17 archangielskiego pułku. Aleksander Perłowski został pochowany na miejscowym cmentarzu.
Po wypadku przeprowadzono dochodzenie, które wykluczyło samobójczy akt pilota, co pierwotnie przyjęto w sferach wojskowych, po tym jak jeden z wojskowych błędnie odczytał list Perłowskiego do rodziców. W rzeczywistości w liście do ojca pilot wyraził słowa na wypadek gdyby spotkało go nieszczęśliwe zdarzenie i takie „ostatnie pożegnanie” było praktykowane przez ówczesnych lotników. Poza tym według jednej z wersji tuż przed lotem miał on rzec do jednego z kolegów że będzie jego ostatnim. Z Petersburga do Warszawy przybyli gen. A. Kowańko i ppłk Ulanin, wyjaśniający zdarzenie. Ustalono, że Perłowski wcześniej pilotował jedynie samoloty dwupłatowe Farmana, a feralny lot był jego pierwszym na maszynie jednopłatowej, a on sam wsiadł do niej spontanicznie, zaś przed tym wykazywał zdenerwowanie i podniecenie. Według wniosków śledczych pilot miał źle obliczyć punkt lądowania. W ostatniej fazie zdarzenia na wysokości około 15 metrów miał on wykonać skręt, wskutek czego maszyna obróciła się kilka razy w locie. Za prawdopodobną przyczynę wypadku uznano zatem wadliwy manewr pilota, do czego dodatkowo przyczyniło się jego nieobeznanie z samolotem jednopłatowym.